# Lijst van personen uit Tarnów
Deze chronologische lijst van personen uit Tarnów bevat mensen die in deze Poolse stad zijn geboren.

## Geboren in Tarnów

### Voor 1900

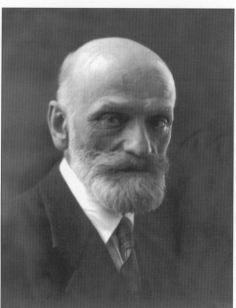
Schilder Jan Wojnarski (1879-1937)

- Jan Amor Tarnowski (1488–1561), edelman
- Józef Bem (1794–1850), generaal en vrijheidsstrijder
- Gustav von Piotrowski (1833–1884), Pools-Oostenrijks politicus
- Edward Kozłowski (1860–1915), bisschop van Milwaukee
- Philipp Münz (1864–1944), arts, schrijver en nazislachtoffer
- Abraham Salz (1866–1942), Zionist
- Adolphe Basler (1878–1949), Pools-Frans auteur, kunstcriticus en galeriehouder
- Jan Wojnarski (1879-1937), kunstschilder en graficus
- Salo W. Baron (1895–1989), historicus, oprichter joodse studies aan Columbia University
- Stella Bloch (1897–1999), Amerikaanse journaliste, schrijfster en danshistorica

### 1900–1999

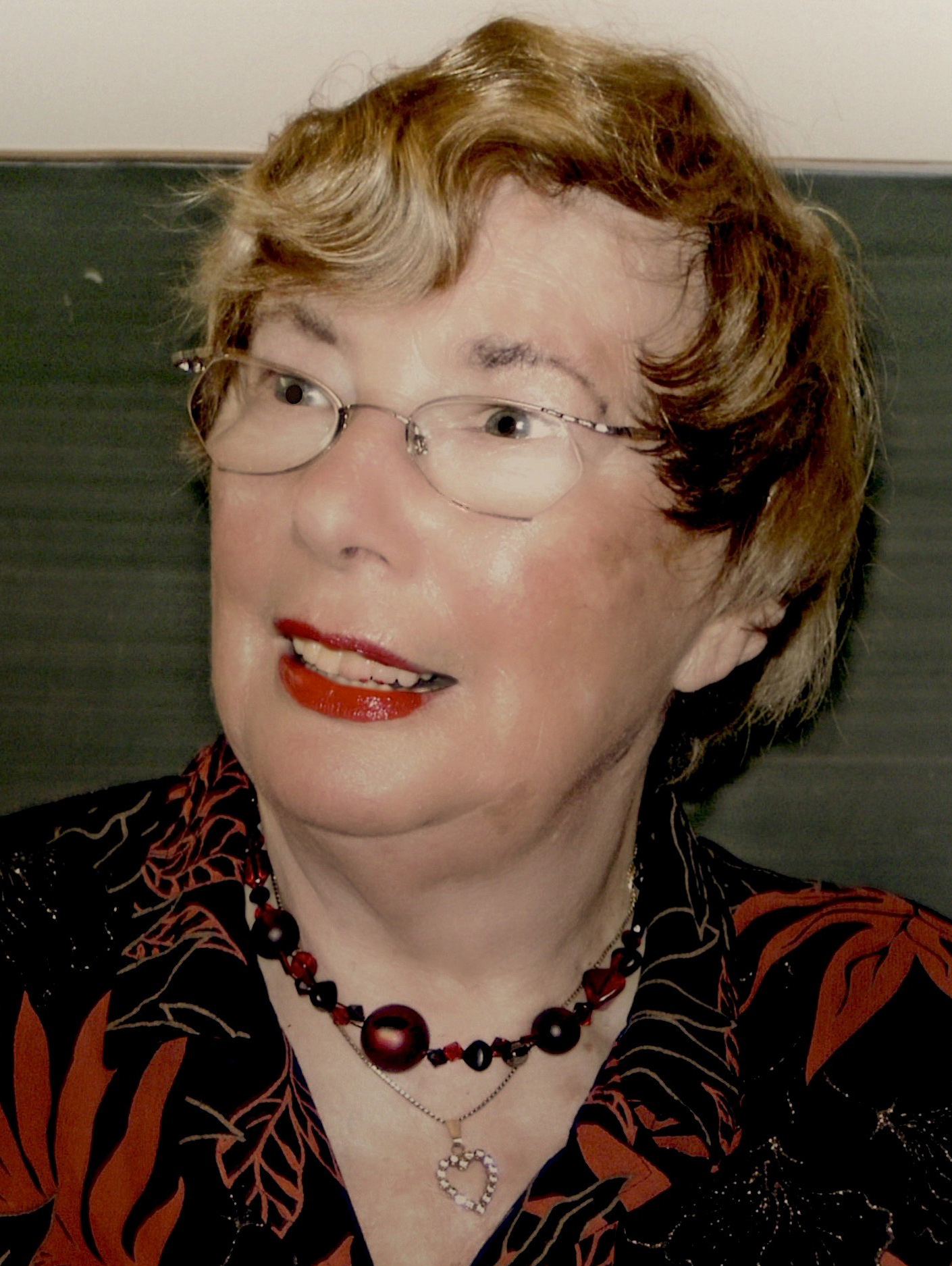
Advocate Felicia Langer (1930–2018)

- Anna Sophie Ondráková (1903–1987), Duits-Tsjechische actrice
- Roman Brandstaetter (1906–1987), joods schrijver
- Józef Cyrankiewicz (1911–1989), politicus
- Stanisława Starostka (1917–1946), oorlogsmisdadigster
- Charles Denner (1926–1995), Frans acteur
- Mordechai Palzur (1929), Israëlisch diplomaat
- Felicia Langer (1930–2018), Israëlisch-Duitse advocate en mensenrechtenactivist
- Michał Heller (1936), priester en filosoof
- Krystyna Kuperberg (1944), wiskundige
- Andrew Odlyzko (1949), Pools-Amerikaans wiskundige
- Radosław Kobierski (1971), tekstschrijver en literatuurcriticus
- Wilhelm Sasnal (1972), kunstschilder
- Michał Kubisztal (1980), handballer
- Monika Bejnar (1981), sprintster
- Agata Mróz-Olszewska (1982–2008), volleybalspeelster
- Mateusz Klich (1990), voetballer
- Bartosz Kapustka (1996), voetballer